# Grupo Reforma

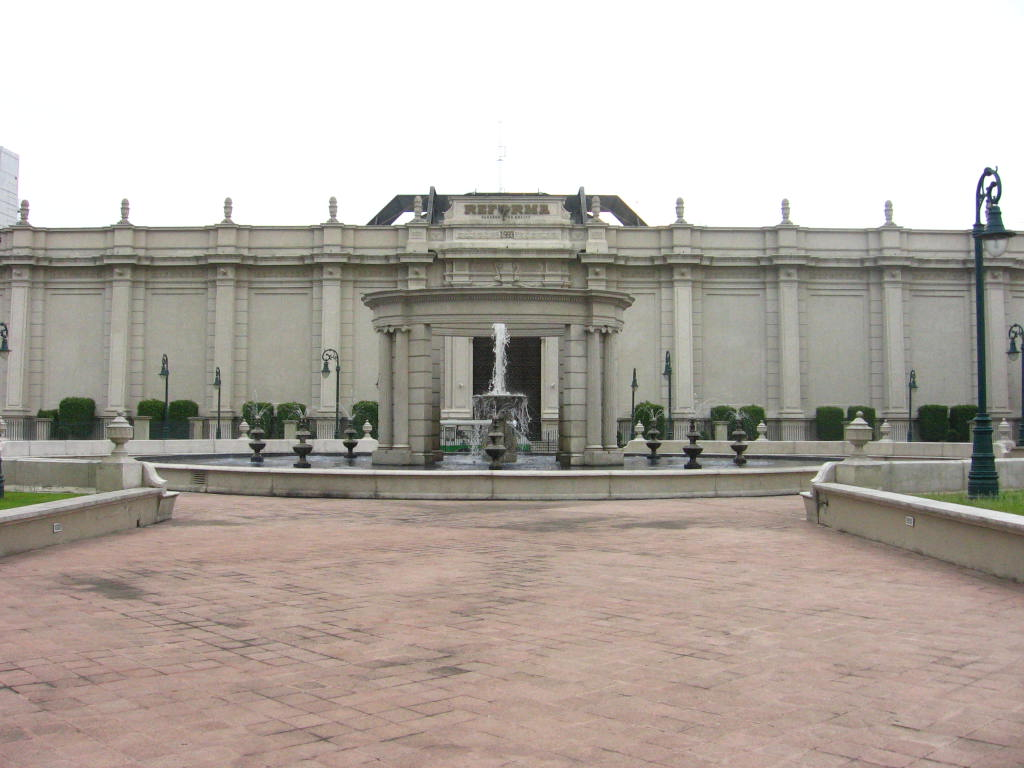
Firmensitz in Mexiko-Stadt

Die Grupo Reforma ist eines der größten Medien-Unternehmen in Mexiko. Die Gruppe gibt mehrere Tageszeitungen und deren Online-Ausgaben in verschiedenen Städten des Landes heraus, darunter: Reforma (reforma.com) in Mexiko-Stadt, El Norte (elnorte.com) in Monterrey und Mural in Guadalajara (mural.com.mx).
Zur Reforma-Gruppe gehört außerdem die Nachrichtenagentur Agencia Reforma.
Die erste Zeitung des Unternehmens, El Sol, wurde 1922 von Rodolfo Junco de la Vega Voigt (1895–1983) gegründet; dessen Nachfahren im 21. Jahrhundert nach wie vor Besitzer des Medienkonzerns sind.